# Біляковське (Талицький міський округ)
Біляко́вське (рос. Беляковское) — село у складі Талицького міського округу Свердловської області.
Населення — 283 особи (2010, 366 у 2002).
Національний склад станом на 2002 рік: росіяни — 97 %.